# 滝本一麿
滝本 一麿（たきもと ひでまろ、1892年（明治25年）9月15日 - 1962年（昭和37年）5月13日）は、大日本帝国陸軍軍人。最終階級は陸軍少将。

## 経歴
1892年（明治25年）に秋田県で生まれた。陸軍士官学校第26期卒業。1939年（昭和14年）8月1日に陸軍歩兵大佐進級と同時に歩兵第230連隊長（南支那方面軍・第38師団・第38歩兵団）に着任し、日中戦争に出動。広東省に駐屯し、同地の治安維持に任じた。1941年（昭和16年）4月に広島陸軍幼年学校長に転じた。
1944年（昭和19年）3月1日に陸軍少将に進級し、7月14日に歩兵第89旅団長（駐蒙軍・第118師団）に就任。1945年（昭和20年）4月15日に第12独立警備隊司令官（北支那方面軍・第43軍）に就任し、青島の守備に任じて終戦となった。
1947年（昭和22年）11月28日、公職追放仮指定を受けた。